# Ipeka-Tapuia (jezik)
Ipeka-Tapuia (ISO 639-3: paj povučen iz upotrebe; pato-tapuya, pato tapuia, cumata, ipeca, pacu, paku-tapuya, payuliene, payualiene, palioariene), nekad priznati samostalni jezik koji se klasificirao sjevernomaipurskoj skupini, a danas se vodi kao dijalekt jezika curripaco [kpc].
Govori se na rijeci Içana u federalnoj brazilskoj državi Amazonas. Pripadnici plemena Ipeka-Tapuia svi se mogu služiti i jezikom tucano. 135 govornika (1976 RC).

## Vanjske poveznice
- Ethnologue (14th)
- Ethnologue (16th)